# Pseudonapomyza spinosa
Pseudonapomyza spinosa är en tvåvingeart som beskrevs av Spencer 1973. Pseudonapomyza spinosa ingår i släktet Pseudonapomyza och familjen minerarflugor. Inga underarter finns listade i Catalogue of Life.